# Epsilon Reticuli b
Epsilon Reticuli b, formellement Epsilon Reticuli Ab (nom généralement employé pour la distinguer de la naine blanche Epsilon Reticuli B, composante secondaire du système binaire Epsilon Reticuli), est une exoplanète d'au moins 1,56 MJ découverte le 16 décembre 2000 par la méthode des vitesses radiales autour d'Epsilon Reticuli A, une étoile sous-géante orange située à environ 59,5 années lumière (18,25 pc) du Soleil dans la constellation du Réticule.